# 冬冬の夏休み
『冬冬（トントン）の夏休み』（トントンのなつやすみ、原題：冬冬的假期、英題：A Summer at Grandpa's）は1984年製作の台湾映画。

## 概要
侯孝賢（ホウ・シャオシェン）が自らの少年時代の体験をモチーフにした映画の一本。ただし、他の映画は過去を舞台にしているが、当映画は製作当時の時代設定である。
原作・脚本の朱天文（チュー・ティエンウェン）の母方の祖父の家で、実際に医院だった日本家屋がロケ地として使われた。外省人の父親と本省人（客家系）の母親を持つ朱天文の体験が元になっている。
第7回ナント三大陸映画祭で、前年の『風櫃（フンクイ）の少年』に続き2年連続で侯孝賢監督作がグランプリを受賞。第30回アジア太平洋映画祭最優秀監督賞、第38回ロカルノ映画祭スペシャルメンションもそれぞれ受賞した。

## あらすじ
小学校を卒業し終えた冬冬（トントン）は、妹の婷婷（ティンティン）と一緒に入院する母を見舞った後、父が看病に忙しいので、叔父の昌民に連れられ、母方の祖父がいる銅羅に夏休みを過ごしに行く。途中の駅で冬冬と妹は叔父と離れ離れになってしまうが、なんとか銅羅駅に到着する。駅前で叔父を待つ間、冬冬は村の子供・阿正國らと知り合う。叔父とは無事会い、医師である厳格な祖父のいる診療所に辿り着く。
村の子供たちと川に泳ぎに行くが、婷婷は男の子ばかりの仲間には入れてもらえず、怒って近くに脱ぎ捨ててあった彼らの服を川に流してしまう。少年たちは裸で家に帰る羽目になったが、裸のまま飼牛を追った阿正國が行方不明になる。
冬冬らが木登りしていると、風変わりな女、寒子（ハンズ）に出会う。昆虫採集に出掛けた時に昼寝の男を襲う強盗二人組を目撃してしまう。ある日、昌民は恋人の碧雲が妊娠したことで祖父に叱られ、家を飛び出す。男の子たちから仲間はずれにされた婷婷は電車に轢かれそうになったところを寒子に助けられ、彼女を慕うようになる。
寒子は雀捕りの男に孕まされ、村人は彼女が子供を生むことに反対するが、彼女の父親は生ませたがった。ひっそりと結婚した昌民と碧雲の住まいを訪れた冬冬はそこで以前の強盗事件の犯人に会う。通報によって犯人を匿った昌民が警察に捕まる。
祭の日、入院中の母の容態が悪いと知らせが入る。祖父母は母のいる台北に出かけようとするが、そんな時、寒子は婷婷が拾った小鳥を巣に戻そうとして、木から落ち意識を失う。看病に当る祖父。翌日、寒子は意識を取り戻す。母の容態も良くなったとの知らせも入ってくる。祖父は勘当していた昌民を許す。台北から迎えに来た父と一緒に冬冬と婷婷は皆に別れを告げて村を出て行った。

## キャスト
- 冬冬（トントン）：王啓光（ワン・チークァン）
- 婷婷（ティンティン）：李淑楨（リー・ジュジェン）
- お祖父さん：古軍（グー・ジュン）
- お祖母さん：梅芳（メイ・ファン）
- 叔父さん：陳博正（チェン・ボーチョン）
- 叔父さんの恋人：林秀玲（リン・シウリン）
- 寒子（ハンズ）：楊麗音（ヤン・リーイン）
- 阿正國：顔正國（イエン・チョンクオ）
- お母さん：丁乃竺（ティン・ナイチュー）
- お父さん：楊徳昌（エドワード・ヤン）

## スタッフ
- 監督・脚本：侯孝賢（ホウ・シャオシェン）
- 原作・脚本：朱天文（チュー・ティエンウェン）
- 撮影：陳坤厚（チェン・クンホウ）
- 編集：廖慶松（リァオ・チンソン）
- 音楽：楊徳昌（エドワード・ヤン）、杜篤之（トゥー・トゥーチー）
- 製作：張華坤（ジャン・ホアクン）
- 製作総指揮：呉武夫（ウー・ウーフ）